# Centre hospitalier universitaire de Heidelberg

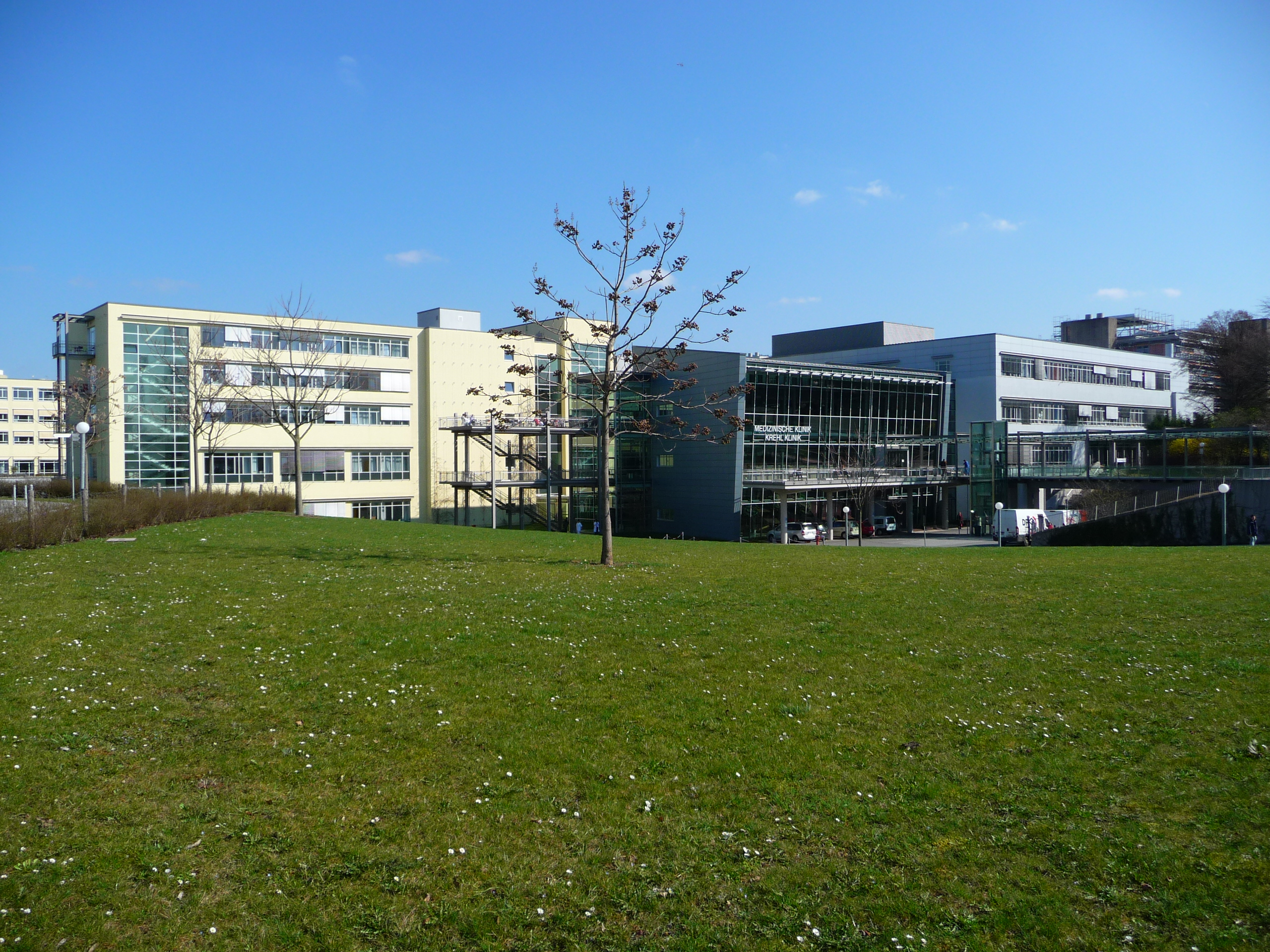
Clinique de Médecine Interne du CHU de Heidelberg "Nouvelle Krehl"

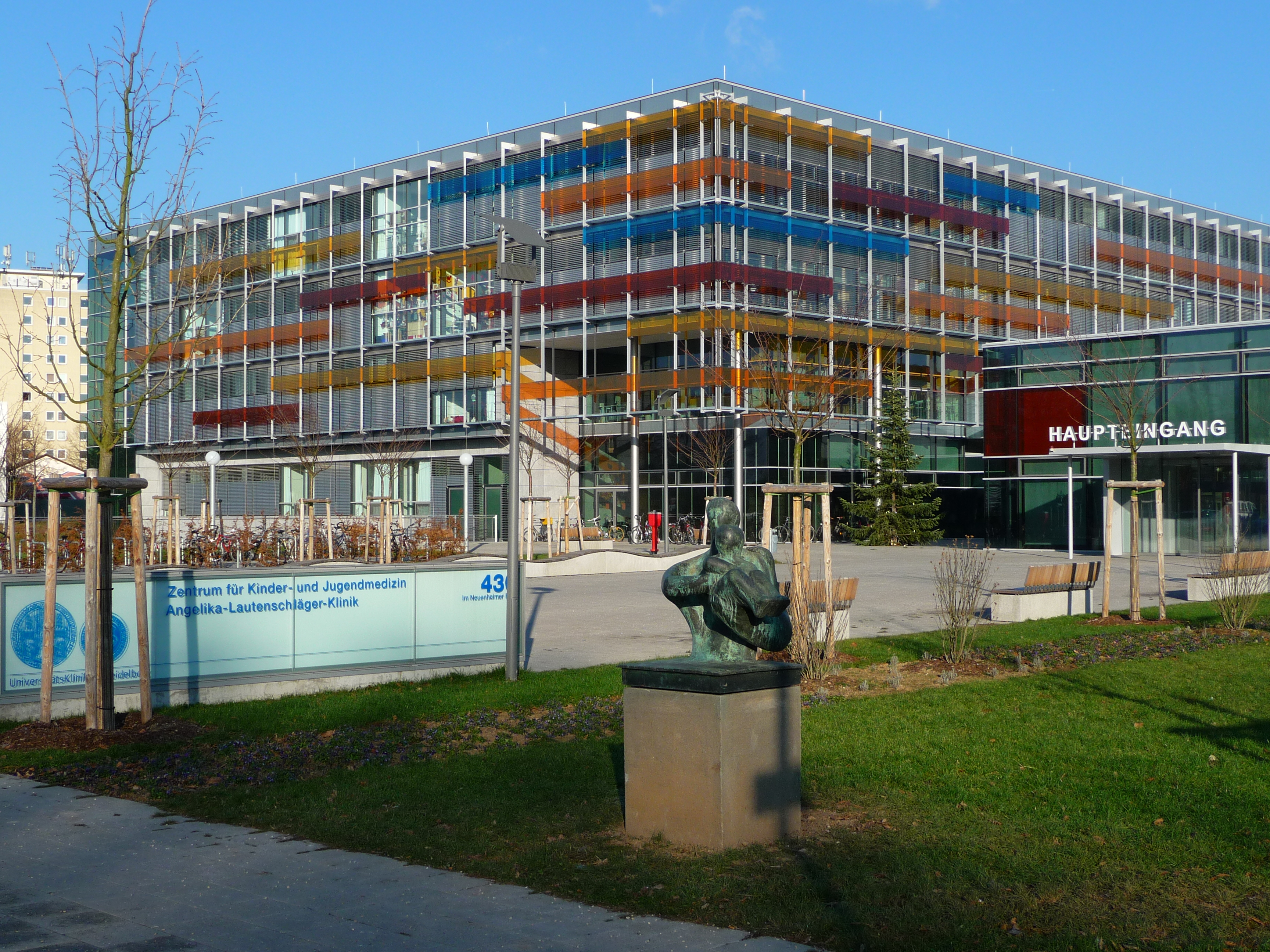
Hôpital des Enfants

Le Centre hospitalier universitaire de Heidelberg (Universitätsklinikum Heidelberg) en Allemagne, partiellement installé dans le quartier Bergheim, est l'un des plus grands CHU allemands (en 2009: 7000 employés, 1500 lits) et l'un des centres médicaux européens les plus réputés[réf. nécessaire].
Le CHU agit en étroite concertation avec la Faculté de Médecine de l'Université de Heidelberg. La faculté de médecine est une des quatre facultés fondatrices de l'Université de Heidelberg (créée en 1386). Elle est la plus vieille université de la République fédérale d'Allemagne (l'Université Charles de Prague étant la plus vieille fondation d'université allemande, suivi par l'Université de Vienne).
Le cursus des études de médecine à Heidelberg a été profondément réformé. Depuis octobre 2001, tous les étudiants de médecine de la faculté de Heidelberg suivent le cursus "HeiCuMed" (Heidelberger Curriculum Medicinale) qui dure 6 années. Il s'agit d'une implémentation exacte du curriculum de l'Harvard Medical School et du Massachusetts General Hospital de Boston (Université Harvard) avec qui la faculté de médecine de Heidelberg entretient une coopération étroite.
Chaque année, à peu près 3 % des postulants initiaux sont acceptés par la faculté de médecine.
Heidelberg dispose d'un des plus grands campus de recherche biomédicale au monde ("Im Neuenheimer Feld")[réf. nécessaire]. À part les vastes capacités de recherche universitaire (la faculté de médecine et toutes les facultés des sciences naturelles y sont situées) se trouvent plusieurs centres de recherche indépendants, dont le DKFZ (Centre allemand de recherche sur le cancer, Deutsches Krebsforschungszentrum) et le MPI für medizinische Forschung (Institut Max-Planck de recherche médicale). Le Laboratoire européen de biologie moléculaire (EMBL) se trouve également à Heidelberg.
L'Université de Heidelberg a eu plusieurs lauréats du Prix Nobel, dont en 2008 Harald zur Hausen qui a reçu le Prix Nobel de physiologie ou médecine, pour ses travaux sur les papillomavirus et le cancer du col de l'utérus ce qui a directement mené au développement d'un vaccin.